# Майк Крак
Майк Крак (люксемб. Mike Krack, нар. 18 березня 1972) — люксембурзький  інженер. Працював у команді Формули-1 BMW Sauber, як головний інженер, в команді Porsche WEC, як керівник інженерного відділу і в BMW, як голова відділів інженерії, операцій та організації для змагань та тестування. Він також працював в командах Формули-3 та DTM. Зараз він очолює британську команду Формули-1 Aston Martin.

## Кар'єра
Крак розпочав свою інженерну кар'єру у BMW в липні 1998 року з ролі інженера-випробувача. Він залишив цю роль на початку 2001 року, щоб приєднатися до Sauber на роль інженера з аналізу даних. У грудні 2003 року його підвищили до посади гоночного інженера Феліпе Масси. Він отримав роль головного інженера, коли команда була перейменована BMW Sauber. Він працював з молодим Себастьяном Феттелем під час вільних практик до дебюту на Гран-прі США 2007 року. Крак залишив BMW, коли вони вирішили зосередитися на 2009 році, а не на боротьбі за титул Роберта Кубіци в 2008 році.
Потім він працював з командами Kolles & Heinz Union і Hitech у Формулі-3. Він повернувся в BMW як головний інженер підрозділу DTM у жовтні 2010 року, але покинув наприкінці 2012 року, щоб приєднатися до Porsche. Він був призначений головою відділу інженерії на треку в їхній команді WEC. Під час свого періоду в Porsche, він тісно працював над Porsche 919 Hybrid, який здобув одну перемогу та чотири подіуми в сезоні 2014 року.
Він покинув Porsche у 2014 році, щоб знову приєднатися до BMW старшим інженером з продуктивності. З 2014 по 2022 рік він пройшов багато ролей в BMW, у тому числі займався наглядом за програмами BMW в Формулі E, IMSA та GT. У 2018 році його було призначено керівником відділів інженерії перегонів і випробувань та операцій і організації.
14 січня 2022 року Крака було оголошено керівником команди Формули-1 Aston Martin після відходу Отмара Сафнауера.